# Savannah and Atlanta Railway
 (janvier 2022).
Le Savannah and Atlanta Railway (sigle de l'AAR: SA), ou S&A, était un chemin de fer américain de classe I qui opéra en Géorgie entre 1915 et 1971. Son plus lointain ancêtre fut le Brinson Railway, créé en 1906. Il fut racheté par le Central of Georgia Railway en 1951, lequel finit par le fusionner en 1971.

## Les origines

### Le Brinson Railway
Après avoir construit le Stillmore Air Line Railway, l'homme d'affaires George M. Brinson créa en 1906 le Brinson Railway dans le but de relier Savannah à Sylvania, GA. La portion Savannah – Springfield fut achevée en 1907. La ligne atteignit ensuite Newington en 1909, où elle se connectait avec le Savannah Valley Railroad qui reliait quant à lui Egypt, GA à Millhaven, GA via Newington. La ligne de Savannah Valley entre Egypt et Newington fut par la suite abandonnée, laissant une coupure de 28 miles entre Newington et Millhaven. La portion Savannah – Newington, GA fut achevée en 1909. À cette époque, le Brinson Railway racheta le Savannah Valley Railroad et le fusionna. Il abandonna rapidement la ligne Egypt/Newington du Savannah Valley Railroad, et ne conserva que la partie Newington/Millhaven.
En 1910, l'Imbrie Company de New York, racheta le Brinson Railway.
En 1911, la ligne fut prolongée jusqu'à Waynesboro, et en 1913, une extension de 12 km fut réalisée jusqu'à St. Clair dans le Comté de Burke, permettant une connexion avec le Georgia and Florida Railway. La ligne fut ensuite modifiée pour passer par Torbit.

### Le Savannah and Northwestern Railway
Le 25 mars 1914, le Brinson Railway fut rebaptisé Savannah & Northwestern Railway par l'Imbrie Company.
En juillet 1917, le Savannah and Northwestern Railway fut vendu au Savannah and Atlanta Railway.

## Le Savannah and Atlanta Railway
Dans le but d'avoir une route jusqu'à Atlanta, l'Imbrie Company enregistra le Savannah and Atlanta Railway le 8 décembre 1915. Celui-ci construisit 53 km de ligne pour relier St. Clair (sur la ligne du Savannah and Northwestern Railway) à Camak Junction (entre Camak et Warrenton), où il se connectait au Georgia Railroad permettant de relier Atlanta. Cette liaison, achevée en août 1916, permit d'avoir la route la plus courte entre Atlanta et Savannah, comme le faisait remarquer le Manuel de 1923 de Poor's; et grâce à elle, le Georgia Railroad obtint son unique entrée à Savannah. Grâce à un accord, le Savannah and Northwestern Railroad exploita cette extension jusqu'au 16 juillet 1917, date de sa fusion dans le Savannah and Atlanta Railway. Ainsi le S&A se retrouva à exploiter la totalité de la ligne, soit 227 km (de Savannah à Camak Junction). 
Le S&A fut placé en redressement judiciaire en 1921, et finit par être vendu en 1929 à Robert M. Nelson.

## Sous le contrôle du Central of Georgia
Le Central of Georgia Railway racheta le S&A à Robert Nelson le 22 août 1951 pour la somme de 3 500 000 $. Le S&A devint sa filiale la plus récente mais aussi la plus importante.
Le 9 février 1961, le Central of Georgia et le S&A furent autorisés à exploiter conjointement 2 segments de voie : l'un entre Central Junction (juste à l'ouest de Savannah) et Ardmore, et l'autre entre Oliver et Waynesboro.
Le réseau fut réorganisé de la manière suivante : la ligne du Central of Georgia entre Central Junction et Oliver fut abandonnée, ainsi que celle du S&A entre Sylvania et Waynesboro (en 1962); par contre la ligne du S&A entre Central Junction et Ardmore (au sud-est d'Oliver) fut utilisée à la fois par le Central of Georgia et le S&A. La ligne du S&A entre Ardmore et Sylvania fut conservée car elle desservait des industries locales. Le Central of Georgia dut poser 6,4 km de voie pour relier Ardmore (sur le S&A) à Oliver (sur le Central of Georgia). L'exploitation conjointe put débuter le 1er septembre 1961.
En 1963, le Southern Railway racheta le Central of Georgia. 

## Du Southern Railway au Norfolk Southern Railway
Le 1er juin 1971, le Southern Railway constitua le Central of Georgia Railroad afin d'y fusionner le Central of Georgia Railway, le Savannah & Atlanta Railway, et le Wrightsville and Tennille Railroad. 
En 1982, le Southern Railway fut regroupé avec le Norfolk and Western Railway au sein de la compagnie Holding Norfolk Southern Corporation, maison mère du futur Norfolk Southern Railway.
De nos jours, les sections Warrenton-Waynesboro et Shawnee-Savannah sont couramment utilisées par le NS, et que la section Sylvania-Shawnee est utilisée par le Ogeechee Railway.

## Sources
- « S&A Railway »
- « Savannah and Northwestern Railway
- « History of the Savannah and Atlanta Railway Company »